# 도미니카 공화국의 로마 가톨릭 교구 목록
도미니카 공화국의 로마 가톨릭 교구는 2개 관구에 2개 관구장좌 대교구와 9개 교구로 구성된다

## 교구

### 산토도밍고 관구(province of  Santo Domingo)
- 산토도밍고 관구장좌 대교구(Archdiocese of Santo Domingo)
- 바니 교구( Diocese of Baní)
- 바라호나 교구( Diocese of Barahona)
- 네스트라 세노라데라알타그라시아언히궤이 교구( Diocese of Nuestra Señora de la Altagracia en Higüey)
- 산주앙데라마구아나 교구( Diocese of San Juan de la Maguana)
- 산페드로데마코리스 교구( Diocese of San Pedro de Macorís)

### 산티아고데로스카빌레로스 관구( province of Santiago de los Caballeros)
- 산티아고데로스카발레로스 관구장좌 대교구( Archdiocese of Santiago de los Caballeros )
- 라베가 교구(Diocese of La Vega)
- 마오몬테크리스티 교구( Diocese of Mao-Monte Cristi)
- 푸에르토플라타 교구( Diocese of Puerto Plata)
- 신프란시스코데마코리스 교구( Diocese of San Francisco de Macorís)